# Hohenschwerte
Hohenschwerte ist der Ortsname für ein Gehöft in der heutigen Stadt Schwerte in Nordrhein-Westfalen. Im engeren Sinne bezeichnet Hohenschwerte lediglich den Hof und Stall an der heutigen Sölder Straße 40. Im weiteren Sinne umfasst Hohenschwerte auch die Gebiete, die als Flurstücke der historischen Ortschaft Hohenschwerte zugehörig waren. Das entspricht in etwa einem Viertel des heutigen Schwerte-Lichtendorf sowie einer größeren Exklave im heutigen Dortmund-Lichtendorf, die an Ostberge grenzt.

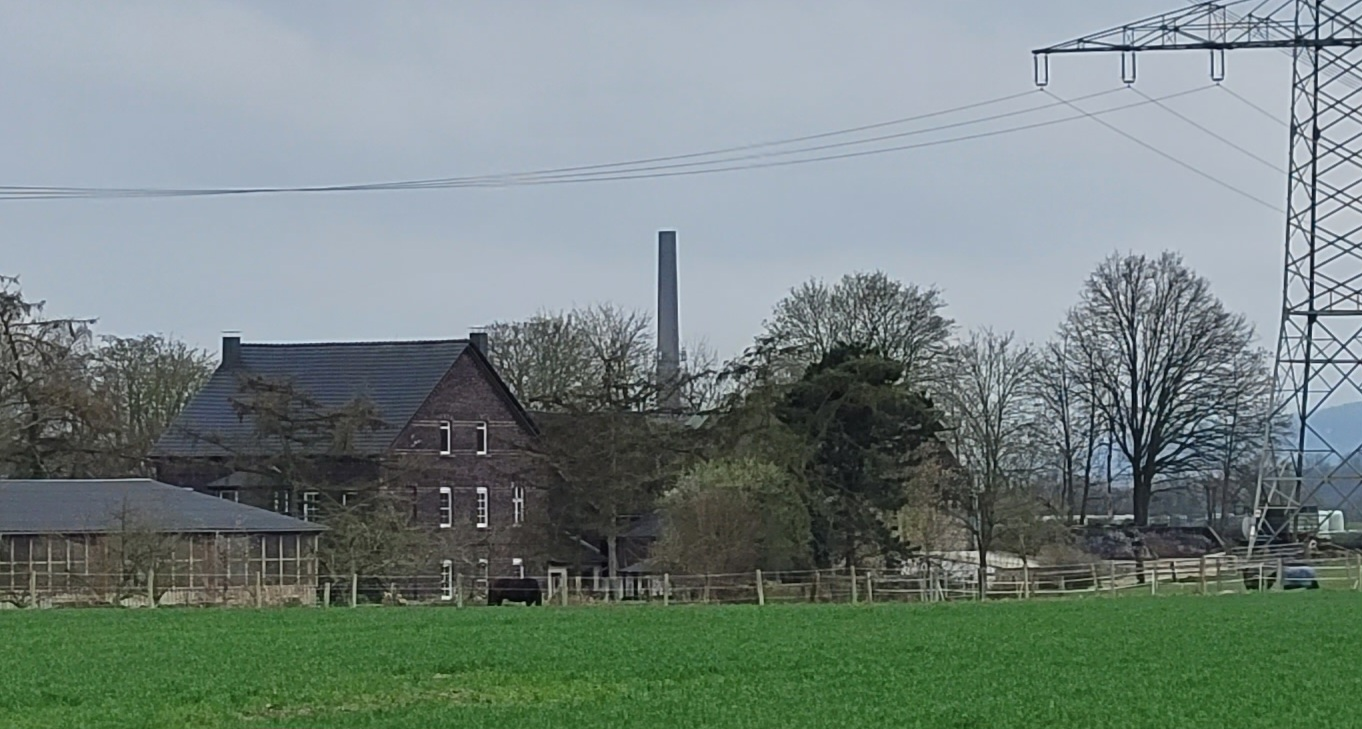
Gehöft Hohenschwerte

## Geschichte

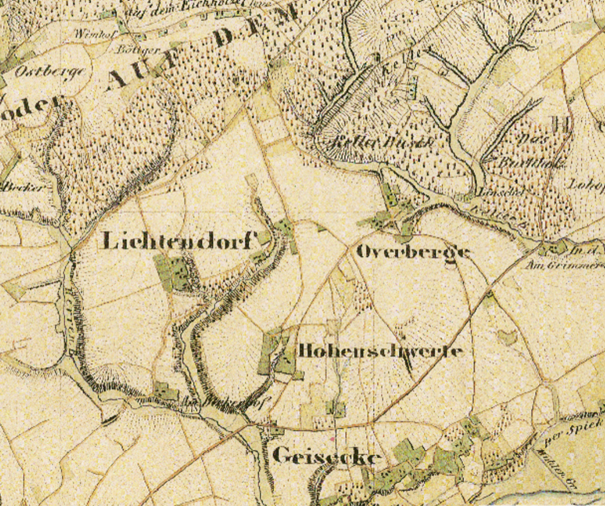
Historische Karte von Lichtendorf und Hohenschwerte aus der Preußischen Uraufnahme (1836–1850).

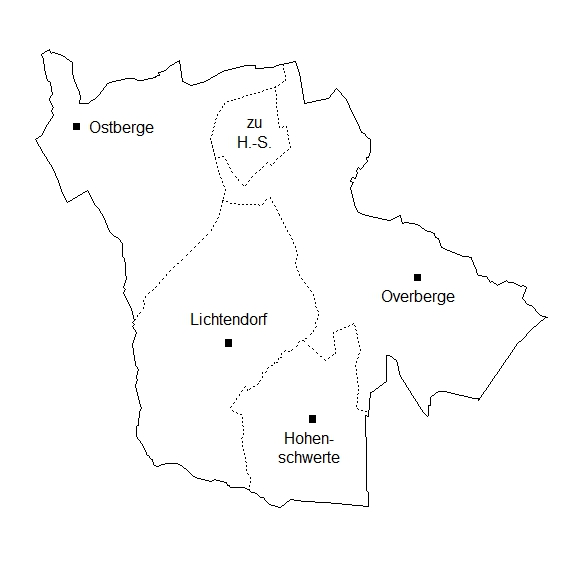
Historische Gemeinde Lichtendorf mit Zuordnung der Flurstücke zu den historischen Ortschaften.

Bereits in einer Stiftungsurkunde des von 963 bis 973 amtierenden Werdener Abtes Engelbert tauchen die Höfe „Overberge iuxta Honsuaerte“ (Overberge bei Hohenschwerte) auf.

## Lage

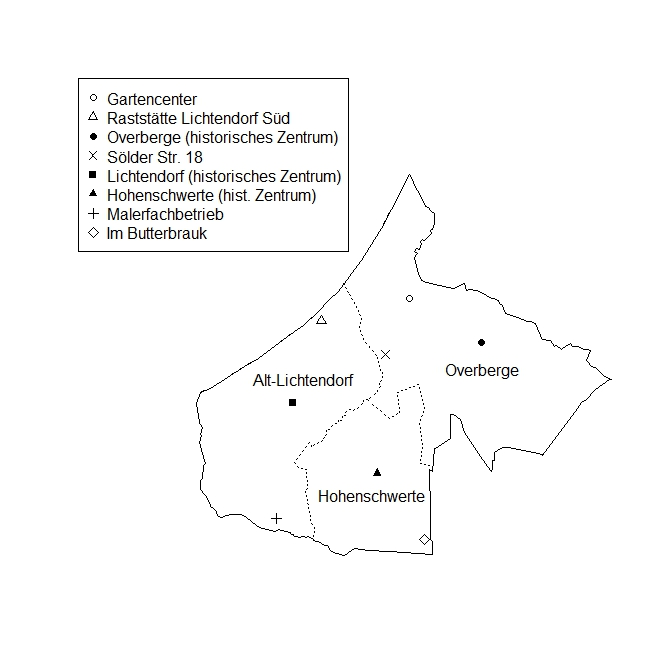
Heutige Grenzen von Schwerte-Lichtendorf mit Zuordnung der Flurstücke zu den historischen Ortschaften.

Hohenschwerte befindet sich im Süden des heutigen Schwerter Stadtteils Lichtendorf. Das Gebiet wird in historischen und aktuellen Karten verzeichnet. Aufgrund der Zuordnung der Flurstücke im Jahr 1826 zählt auch das Siedlungsgebiet im Süden der Sölder Straße zusammen mit der Alten Unnaer Straße sowie die heutige Straße Im Butterbrauk mit zu Hohenschwerte.
Im Osten bildet der Wiesenbach etwa die Grenze zum Geisecker Oberdorf. Im Süden verläuft die Grenze zu Geisecke entlang der Unnaer Straße und der Alten Unnaer Straße. Zu Schwerte-Ost wird sie fortgesetzt durch einen Teil des Gehrenbachs. Im Westen markiert der Bach Albecke, der in den Gehrenbach mündet, die Grenze. Die Nordgrenze zu Overberge verläuft durch das Flurstück Auf dem Gerstheck.